# Edmonton
Edmonton is de hoofdstad van de Canadese provincie Alberta. Het is de vijfde stad van Canada, na Toronto, Montreal, Vancouver en Calgary. In 2011 had Edmonton een inwonertal van 812.201 en in de stadsomgeving of de zogenaamde “Edmonton Metropolitan Area” wonen 1.159.869 mensen. De inwoners van Edmonton worden Edmontonians genoemd. In 2004 vierde Edmonton haar honderdjarig bestaan.
De stad beslaat 684 vierkante kilometer, en Edmonton is daarmee groter in oppervlakte dan bijvoorbeeld Chicago of Toronto. Hierbij moet opgemerkt worden dat Edmonton ook een van de meest dunbevolkte grote steden van Noord-Amerika is. De genoemde oppervlakte bevat dan ook veel parken en onbebouwd terrein. De industrie rondom de stad is vooral gebaseerd op de oliemarkt en op de noordelijker gelegen diamantmijnen in de Northwest Territories.
In Edmonton vindt men het grootste overdekte winkelcentrum van Noord-Amerika, de West Edmonton Mall, en het grootste historische park van Canada, Fort Edmonton Park. Verder heeft de stad haar eigen universiteit, de University of Alberta, en staat bekend als de festivalstad, door het grote aantal culturele activiteiten dat er wordt georganiseerd.

## Geschiedenis

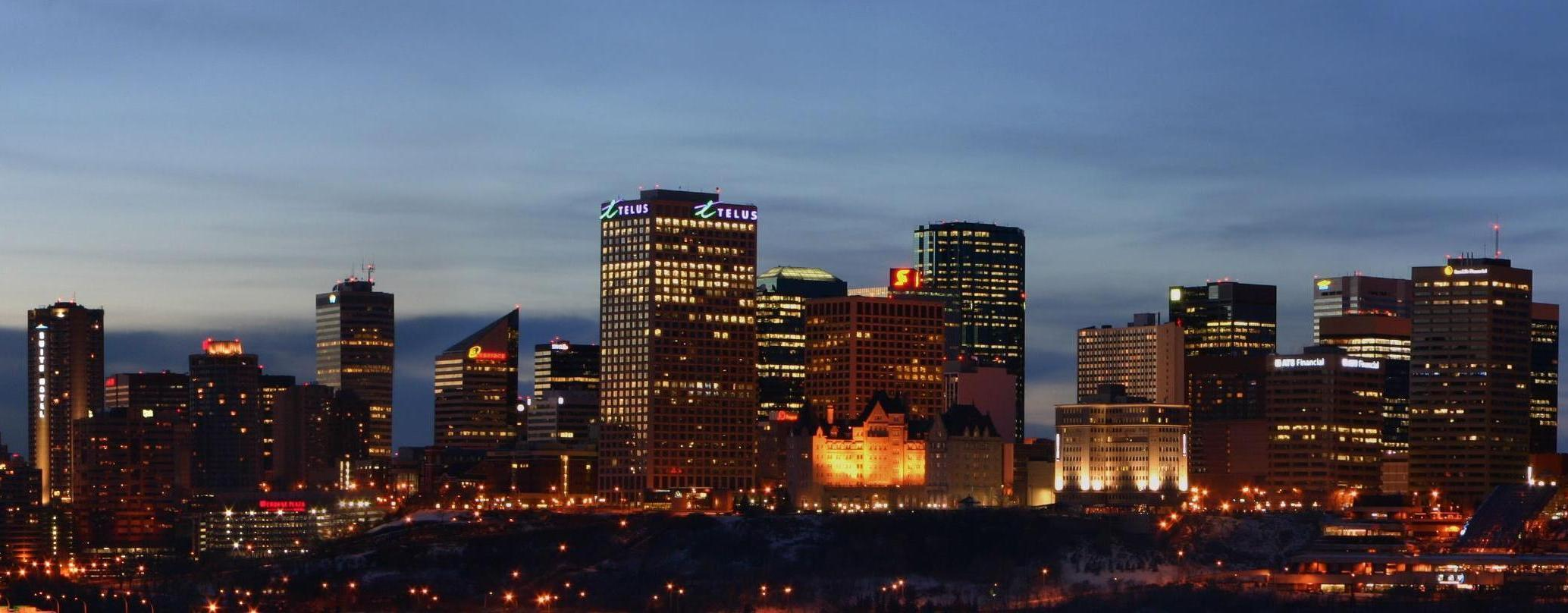
De skyline van Edmonton

De eerste Europeaan in het gebied van het hedendaagse Edmonton was Anthony Henday, in het jaar 1754. Hij werkte als verkenner voor de Hudson's Bay Company. Zijn taak was het zoeken van aboriginals op de Canadese prairies, om met hen te kunnen handelen in huiden en bont. Aan het begin van de 19e eeuw bouwde de Hudson's Bay Company een aantal handelsposten op de plek waar men nu het centrum van Edmonton vindt. Een van deze centra kreeg de naam Fort Edmonton, vernoemd naar de gelijknamige Britse plaats die nu een buitenwijk van Londen is, omdat dit de geboorteplaats van de directeur van het bedrijf was. In 1804 arriveerde John Rowand in de omgeving, een bonthandelaar van een andere maatschappij, de North West Company. Hij maakte van Fort Edmonton het belangrijkste handelscentrum van het toenmalige Rupertland, dat bestond uit vrijwel heel Noord- en West-Canada. Hij werd zeer populair onder de verschillende indianenstammen die in die tijd de omgeving bewoonden. Tot 1871 was Rupertland eigendom van de Hudson's Bay Company. In dat jaar werd het land echter verkocht aan de toenmalige Canadese Confederatie, en kreeg het van de regering de naam Northwest Territories. Een aantal jaar daarna werden land en huisvesting in Edmonton voor goede prijzen aangeboden door de overheid. Hierdoor begon in deze periode het inwonertal van de stad aanzienlijk te stijgen.
Er is ook een dinosauriër vernoemd naar Edmonton, Edmontosaurus genaamd. Ook Albertosaurus is in de buurt van deze plaats gevonden.

### Olie
In het jaar 1947 werd een enorme hoeveelheid olie gevonden in de provincie Alberta, in de wijde omgeving van Edmonton. De stad groeide in de jaren daarna dan ook uit tot het centrum van de regionale petroleumindustrie. In de jaren 50 verdubbelde het inwonertal van 149.000 naar 269.000, en ook in de jaren zestig bleef de stad groeien. In de jaren 70 werden de sportclubs Edmonton Oilers (ijshockey) en Edmonton Drillers (voetbal) opgericht. De eerste tegenslag kwam in 1973, tijdens de grote oliecrisis en later in 1981 door de introductie van het Nationale Energie Programma. In dat jaar woonden er 521.000 mensen in Edmonton, maar een groot deel van hen werd werkloos door het instorten van de oliemarkt. Aan het einde van de jaren 90 begon er een nieuwe periode van economische groei voor de stad.

### Recente geschiedenis
Op 31 juli 1987 werd Edmonton getroffen door een verwoestende tornado die zeker 27 mensen het leven kostte. Door de storm overstroomden tunnels, werden treinen van het spoor afgeblazen en raakten vele huizen en straten ernstig beschadigd. De dag staat dan ook bekend als "Zwarte Vrijdag".
Aan het einde van de jaren 90 stegen de olieprijzen, wat zorgde voor een nieuwe opmars van Edmontons economie. Buiten dat richtte de stad zich ook meer op andere markten en industrieën waardoor meer werkgelegenheid ontstond. Deze groeiperiode gaat momenteel nog steeds door, en het centrum van Edmonton wordt steeds vitaler en belangrijker.

## Geografie

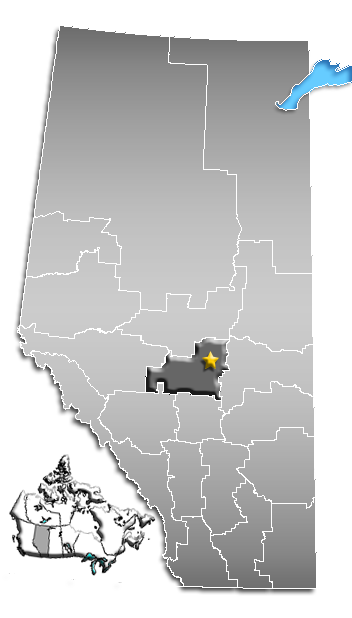
Ligging van Edmonton in Alberta

Edmonton ligt op 668 meter hoogte boven zeeniveau, in het centrum van de provincie Alberta. De rivier North Saskatchewan snijdt door de stad, en stroomt helemaal door tot aan de Hudson Bay. De rivier wordt in de stad omringd door vele kreken en ravijnen, maar dit heeft de overheid niet weten tegen te houden om deze gebieden te bebouwen en bij de stad te betrekken.
Afstanden naar andere steden:
- Calgary: 299 kilometer
- Fort McMurray: 443 kilometer
- Saskatoon: 525 kilometer
- Vancouver: 1157 kilometer

## Klimaat
Edmonton heeft een noordelijk landklimaat met extreme temperaturen: de zomers zijn kort maar warm, en de winters zeer koud. De gemiddelde maximumtemperatuur in de winter is -8, en de minimumtemperatuur -19 graden Celsius. In juli stijgt de gemiddelde maximumtemperatuur net boven de 20 graden. De temperatuur daalt 41 dagen per jaar onder de -20 graden Celsius. De laagste temperatuur ooit gemeten in Edmonton, was -48,3 graden Celsius op 26 januari 1972. De winter duurt lang in de stad, en de lente en herfst zijn wisselvallig. Gemiddeld valt er 483 millimeter regen en 121 centimeter sneeuw per jaar. In de zomer kampt de stad met regelmatige onweersbuien, extreme hagelbuien en soms kleine tornado's. De hagelbuien kunnen soms zo intens zijn, dat snelwegen en tunnels compleet overstromen.

## Economie

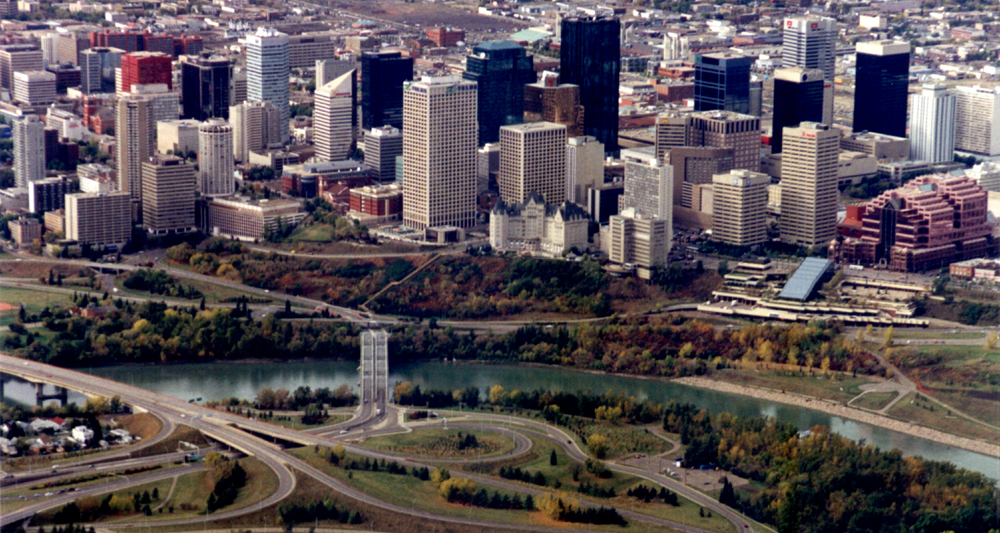
Edmontons skyline

Edmonton is het grootste economische centrum van Noord-Alberta, en een belangrijke stad voor de gas- en petroleumindustrie. Ondanks de focus op die twee markten, is de economie van Edmonton de op twee na meest diverse van Canada. Het gaat dan onder andere om de omvangrijke en groeiende technologiesector van de stad, die onder meer bestaat uit IBM, Dell en General Electric. Veel van de technologische groei is toe te schrijven aan de goede reputatie van Edmontons universiteiten en onderzoekscentra. Op de campus van de University of Alberta vindt men bijvoorbeeld het Nationaal Instituut voor Nanotechnologie.
Edmonton is ook de thuisbasis van de Canadian Western Bank, ATB Financial en Capital City Savings. Sinds 1981 heeft de stad het grootste overdekte winkelcentrum van Noord-Amerika, de West Edmonton Mall. Het centrum bestaat uit een indoor amusementspark, een groot subtropisch zwembad en waterpark, een bioscoop, een ijsbaan, hotels en meer dan 800 winkels.

## Sport
IJshockeyclub Edmonton Oilers is het belangrijkste sportteam van de stad. De Edmonton Oilers wonnen meermaals de Stanley Cup. Wayne Gretzky wordt gezien als de beste ijshockeyspeler aller tijden en speelde voor geen team meer wedstrijden dan voor de Edmonton Oilers.
Sinds 2010 is de stad ook de thuisbasis van voetbalclub FC Edmonton. Deze kwam uit in de NASL maar speelt sinds de oprichting van de Canadian Premier League in 2019 in die competitie.
In 2001 organiseerde Edmonton het WK atletiek. De meeste wedstrijden vonden plaats in het Commonwealth Stadium.

## Partnersteden
- Gatineau, Canada
- Nashville, Verenigde Staten
- Seoel, Zuid-Korea
- Bergen op Zoom, Nederland
- Harbin, China

## Geboren in Edmonton
- Bruce Dickson (1931-2023), ijshockeyer
- Kenneth Welsh (1942-2022), acteur
- Gary Basaraba (1959), acteur
- Rae Dawn Chong (1961), actrice
- Michael J. Fox (1961), acteur
- Jordan Peterson (1962), psycholoog
- Paula Devicq (1965), actrice
- Alison Sydor (1966), mountainbikester en wielrenster
- Ewan Beaton (1969), judoka
- Pierre Lueders (1970), bobsleeër
- Kavan Smith (1970), acteur
- Nathan Fillion (1971), acteur
- Scott Niedermayer (1973), ijshockeyspeler
- Ben Cotton (1975), acteur
- Patrick Gilmore (1976), acteur
- Jarome Iginla (1977), ijshockeyspeler
- Lars Hirschfeld (1978), voetballer
- Niall Matter (1980), acteur
- Morgan Lander (1982), leadzanger van de Canadese metalband Kittie
- Mike Robertson (1985), snowboarder
- Mike Riddle (1986), freestyleskiër
- Shannon Szabados (1986), ijshockeyster
- Tori Anderson (1988), actrice
- Nicole Garrido (1988), langebaanschaatsster
- Emma O'Croinin (2003), zwemster